# Harold Pinter
Harold Pinter, angleški dramatik, pesnik, igralec, scenarist, pisatelj in politični aktivist; * 10. oktober 1930, † 25. december 2008.
Pinter je eden glavnih predstavnikov dramatike 20. stoletja. Številna njegova dela uvrščamo v absurdno gledališče. Leta 2005 je prejel Nobelovo nagrado za književnost kot najbolj reprezentativen britanski dramatik druge polovice dvajsetega stoletja.

## Delo
Napisal je tudi več priredb za gledališča, Proustovega dela Iskanje izgubljenega časa in scenarijev za filme.

### Gledališka dela
- The Room (1957)
- The Birthday Party (1957)
- The Dumb Waiter (Jašek) (1957)
- A Slight Ache (1958)
- The Hothouse (1958)
- The Caretaker (1959)
- Sketches (1959)
  - The Black and White
  - Trouble in the Works
  - Last to Go
  - Request Stop
  - Special Offer
  - That's Your Trouble
  - That's All
  - Interview
  - Applicant
  - Dialogue Three
- A Night Out (1959)
- Night School (1960)
- The Dwarfs (1960)
- The Collection (1961)
- The Lover (1962)
- Tea Party (1964)
- The Homecoming (1964)
- The Basement (1966)
- Landscape (Pokrajina) (1967)
- Silence (1968)
- Sketch: Night (1969)
- Old Times (Njega dni) (1970)
- Monologue (1972)
- No Man's Land (1974)
- Betrayal (1978)
- Family Voices (1980)
- Victoria Station (Postaja Viktorija) (1982)
- A Kind of Alaska (1982)
- Sketch: Precisely (1983)
- One For the Road (1984)
- Mountain Language (1988)
- The New World Order (1991)
- Party Time (1991)
- Moonlight (1993)
- Ashes to Ashes (V prah se povrneš) (1996)
- Celebration (1999)
- Sketch: Press Conference (2002)

### Radijska igra
- Voices (2005)

### Proza
- Kullus (1949)
- The Dwarfs (1952-56)
- Latest Reports from the Stock Exchange (1953)
- The Black and White (1954-55)
- The Examination (1955)
- Tea Party (1963)
- The Coast (1975)
- Problem (1976)
- Lola (1977)
- Short Story (1995)
- Girls (1995)
- Sorry About This (1999)
- God's District (1997)
- Tess (2000)
- Voices in the Tunnel (2001)

### Pesniške zbirke
- Poems (1971)
- I Know the Place (1977)
- Poems and Prose 1949-1977 (1978)
- Ten Early Poems (1990)
- Collected Poems and Prose (1995)
- "The Disappeared" and Other Poems (2002)
- War (2003)

### Filmski scenariji
- The Caretaker (1963)
- The Servant (1963)
- The Pumpkin Eater (1963)
- The Compartment (1963)
- The Quiller Memorandum (1965)
- Accident (1966)
- The Birthday Party (1967)
- The Go-Between (1969)
- The Homecoming (1969)
- Langrishe, Go Down (1970)
- The Proust Screenplay (1972)
- The Last Tycoon (1974)
- The French Lieutenant's Woman (1980)
- Betrayal (1981)
- Victory (1982)
- Turtle Diary (1984)
- The Handmaid's Tale (1987)
- Reunion (1988)
- The Heat of the Day (1988)
- The Comfort of Strangers (1989)
- Party Time (1992)
- The Trial (1993)
- Lolita (1994)
- The Dreaming Child (1997)
- The Tragedy of King Lear (2000)
- Sleuth

## Uprizoritve Pinterjevih gledaliških del v Sloveniji
Zadnja leta je bilo v Sloveniji uprizorjenih več Pinterjevih dramskih del, kot so:
- Zabava za rojstni dan
- Prevara
- Vrnitev domov
- Strežni jašek
- Praznovanje
- Ljubimec
- Futrlift
- Stari časi